# Карайкове
Ка́райкове — село в Україні, у Святовасилівській сільській територіальній громаді Дніпровського району Дніпропетровської області. Населення — 36 мешканців.

## Географія
Село Карайкове знаходиться біля джерела річки Грушівка, на відстані 1 км розташоване село Промінь. По селу протікає висихний струмок з загатою. Поруч проходить залізниця, станція Платформа 277 км за 5 км.

## Історія
25 грудня 1997 року село Наталівської сільради увійшло до складу новоствореної Промінської сільради у Солонянському районі. 14 серпня 2015 року ввійшло до Єлізарівської громади.

## Населення

### Мова
Розподіл населення за рідною мовою за даними перепису 2001 року:
| Мова       | Відсоток |
| ---------- | -------- |
| українська | 94,4 %   |
| російська  | 5,6 %    |